# Йебоа, Самуэль
Самуэль Йебоа (англ. Samuel Yeboah; 8 августа 1986) — ганский футболист, нападающий.
С декабря 2004 по декабрь 2005 года играл за тираспольский «Шериф», в котором выходил на замены или появлялся в стартовом составе в матчах со слабыми командами. Зимой 2005 года перешёл в « Хапоэль» из Кфар-Сава. В сезоне 2006/07 Йебоа вошёл в десятку лучших бомбардиров Чемпионата Израиля с 11 голами. На следующий сезон, забив 15 голов, стал лучшим бомбардиром Израиля, но это не помогло его команде спастись от вылета во второй дивизион. Летом 2008 года перешёл в клуб «Хапоэль» из Тель-Авива.

## Личная жизнь
Самуэль Йебоа — племянник Тони Йебоа, одного из лучших футболистов в истории Ганы.